# Alabama Song
Alabama Song (также известна под названиями Whisky Bar или Moon over Alabama или Moon of Alabama) — песня Курта Вайля на стихи Бертольта Брехта (в английском переводе Элизабет Гауптман).
Брехт написал текст стихотворения (по-немецки) для сборника Hauspostille в 1925 г. В сборнике, который был опубликован в 1927 году, текст песни Брехта дан на английском языке (в переводе Э. Хауптман). Стихотворение Брехта было впервые положено на музыку Францем Брунье (опубликована в приложении к вышеупомянутому сборнику). В том же году Курт Вайль положил его на собственную (другую, нежели у Брунье) музыку и использовал для «сценической кантаты» Mahagonny-Songspiel. Затем песня вошла в оперу Вайля «Расцвет и падение города Махагони» (премьера в 1930).

## Кавер-версии

### Версия «The Doors»
В 1967 году песня вошла в одноимённый группе первый альбом The Doors под названием Alabama Song (Whisky Bar). Идея записи принадлежит Рею Манзареку, у которого была виниловая версия в исполнении австрийской певицы Лотте Леньи. Строчка Show us the way to the next pretty boy во время записи была изменена Джимом Моррисоном на Show me the way to the next little girl. Манзарек играл на безладовой цитре, продюсер группы Пол Ротшильд поучаствовал в бэк-вокале.

### Версия Дэвида Боуи
Поклонник Брехта Дэвид Боуи исполнял песню на концертах во время мирового турне 1978 года, а затем, записав её в студии, выпустил как сингл вместе с акустической версией «Space Oddity». Сингл достиг в декабре 1979 года 23 места в чартах Великобритании. В дальнейшем Боуи неоднократно исполнял «Alabama Song» на концертах. Песня вошла в концертный альбом Stage, записанный во время гастролей 1978 года.

### Версия французской певицы Далиды
«Alabama Song» в 80-х была перепета известной певицей Далидой. Она одновременно и играла, и пела. Получился небольшой спектакль, где певица сыграла роль кабацкой женщины.

### Иные версии
Также кавер-версии исполняли Мэрилин Мэнсон, российская кабаре-метал группа Tardigrade Inferno, Нина Симон (концертные выступления), группа Young Gods, Нина Хаген.